# PGA Benelux Trophy

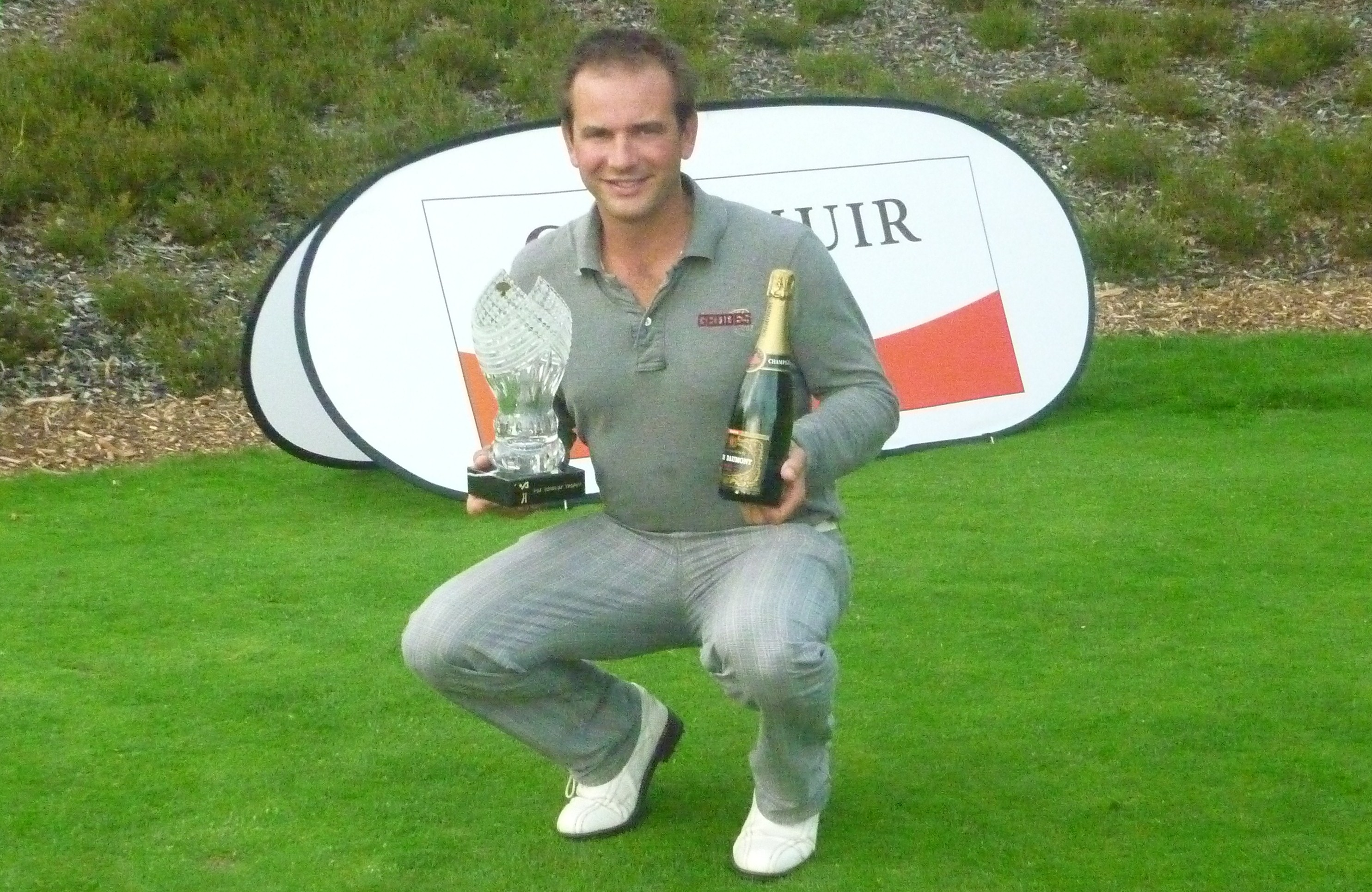
Robin Swane, winnaar 2011

De PGA Benelux Trophy is een tweedaags golftoernooi voor professionals die lid zijn van de PGA in België, Nederland of Luxemburg. Het prijzengeld telt mee voor de nationale Order of Merit.

## 2010
De eerste editie heeft plaatsgevonden op de Limburg Golf & Country Club  in Houthalen op 28 en 29 juli 2010. Hier werd in 2006 en 2008 de Telenet Trophy  gespeeld. Het prijzengeld voor de Benelux Trofy bedroeg € 15.000, de winnaar kreeg € 3.250.

Er waren 95 deelnemers. Na de eerste ronde ging de 33-jarige George Mackechnie met 67 (-5) aan de leiding. Deze Schot geeft tegenwoordig les op Ternesse, en werkte eerder op Gleneagles, Princenbosch en Wellington Golf Oostende. Het toernooi werd gewonnen door de 21-jarige Hugues Joannes, die net twee weken eerder zijn amateurstatus had opgegeven. Tweede werd Laurent Richard, derde werd Ben Collier.
Tijdens deze dagen werd ook een overeenkomst getekend die de start aangeeft van de PGA Benelux.

## 2011
Het toernooi is op 27 en 28 juli en wordt gevolgd door een Pro-Am op vrijdag 29 juli. Er doen 114 spelers mee: 75 uit Nederland, 35 uit België en 4 uit Luxemburg. Het prijzengeld is weer € 15.000. Na de eerste dag staan Robin Swane, Tim Planchin en Tjeerd Staal met 67 (-5) aan de leiding.
Dit jaar werd het PGA Kampioenschap tegelijkertijd gespeeld, de beste Belg was Laurent Richard, hij was 6de ibij de Benelux Trophy maar winnaar van het proflampioenschap.

## Winnaars
| Jaar | Baan      | Winnaar                | Tweede                                                           | Derde                                       |
| ---- | --------- | ---------------------- | ---------------------------------------------------------------- | ------------------------------------------- |
| 2010 | Houthalen | Hugues Joannes         | Laurent Richard                                                  | Ben Collier                                 |
| 2011 | Houthalen | Robin Swane (-10)      | Ralph Miller (-9) en Nicolas Nubé (Am) (-9)                      | Ralph Miller (-9) en Nicolas Nubé (Am) (-9) |
| 2012 | Houthalen | Inder van Weerelt (-7) | Joost Steenkamer (-6)                                            | Fernand Osther (-5) en Richard Kind (-5)    |
| 2013 | Houthalen | Gerald Gresse          | Inder van Weerelt                                                | Ben Collier (-4) en Raphaël Vanbegin (-4)   |
| 2014 | Houthalen | Floris de Haas (-5)    | Jan Willem van Hoof (-3) David van Dungen (-3) Richard Kind (-3) |                                             |